# Lugaid Reo nDerg
Pour les articles homonymes, voir Lugaid.
Dans la tradition irlandaise de la mythologie celtique, Lugaid est le roi suprême (Ard ri Érenn) de l'Irlande. Son nom entier est Lugaid Reo nDerg, ce qui signifie « aux Raies Rouges », en rapport avec ses trois pères biologiques : son visage ressemble à celui de Nar, son buste est celui de Bres et le reste du corps ressemble à Lothar ; les limites de ressemblances sont dessinées par des filets rouges. Son père adoptif est le grand héros Cúchulainn, il est le père de Aidlinn.

## Incestes
Selon la tradition Lugaid est le fruit d'un inceste. Les trois findemna, Bres, Nár et Lothar, faisaient la guerre à leur père Eochaid Feidlech pour obtenir la souveraineté sur l'Irlande. Avant de le rencontrer lors de la Bataille de Druimm Criaich, leur sœur Clothru, craignant que ses frères meurent sans héritier les séduit tous les trois et conçoit Lugaid.
Plus tard lors d'un second inceste avec son propre fils la même Clothru concevra Crimthann Nia Náir le fils et successeur de Lugaid Reo nDerg.

## Règne
Lugaid Reo nDerg aurait régné 20, 25 ou 26 ans selon les diverses traditions. Le Lebor Gabála Érenn synchronise son règne avec celui de l'empereur romain Claude (41 à 54 ap. J.-C.). La chronologie de Geoffrey Keating Foras Feasa ar Éireann lui attribue comme dates 33 à 13 av J.-C. et les Annales des quatre maîtres de 33 à 9 av. J.-C.
Plusieurs personnages différents portent le nom de Lugaid dans la littérature et mythologie irlandaise.